# Max Hoffmann (Historiker)

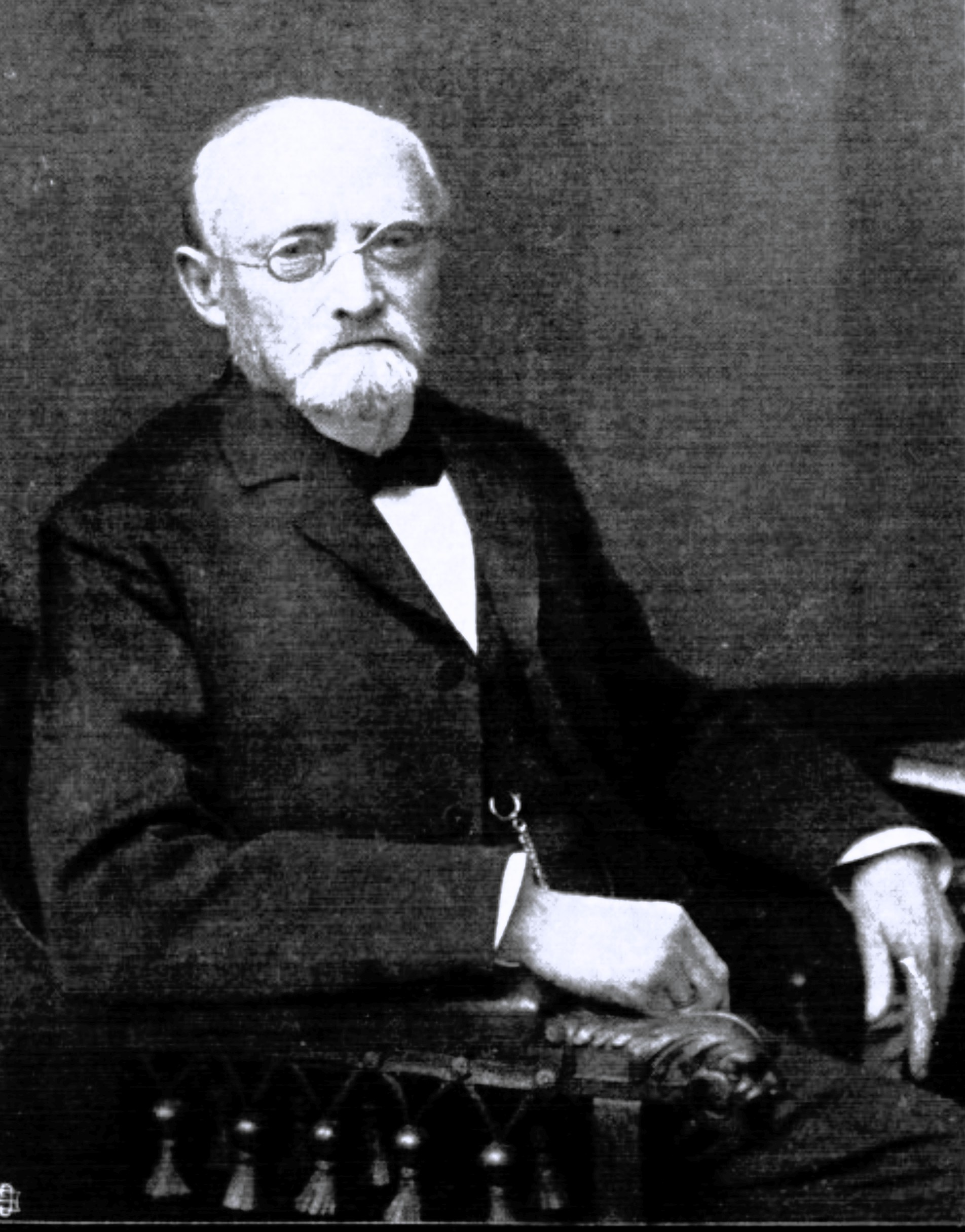
Max Hoffmann

Friedrich Wilhelm Maximilian Hoffmann (* 19. Januar 1844 in Neuruppin; † 1. Juni 1910 in Lübeck) war ein deutscher Gymnasiallehrer, Philologe und Historiker.

## Leben
Hoffmann war ein Sohn des Chirurgen und praktischen Arztes Moritz Friedrich Constantin Hoffmann. Er besuchte das Gymnasium in Neuruppin bis zum Abitur 1860 und studierte anschließend an den Universitäten Berlin, Tübingen und Greifswald Philologie und Geschichte. 1865 wurde er in Greifswald promoviert. Nach dem Referendariat an der Königstädtischen Realschule in Berlin ging er 1867 als Hilfslehrer an das Gymnasium in Guben. Ostern 1880 wechselte er an das Katharineum in Lübeck, wo er bis 1899 unterrichtete. Im Ruhestand zog er nach Wiesbaden, um kurz darauf nach Lübeck zurückzukehren und sich ganz seinen wissenschaftlichen Schriften zu widmen. Hoffmann verfasste zahlreiche Arbeiten aus dem Gebiet der Geschichte und Philologie, erarbeitete mehrere Editionen und betreute von 1888 bis 1910 die 9. bis 16. Auflage der chronologisch-topografischen Datensammlung zur Weltgeschichte Der Große Ploetz. Die meisten seiner Schriften behandelten die Geschichte Lübecks. Ab 1906 katalogisierte er in fünf Foliobänden die Lubecensien der Stadtbibliothek Lübeck. Auch die Vorarbeiten zum Schülerverzeichnis des Katharineums stammten von ihm.
Hoffmann war Vorsitzender des Vereins für Lübeckische Geschichte und Altertumskunde und gehörte dem Vorstand des Hansischen Geschichtsvereins an.
Max Hoffmann war verheiratet mit der aus Greifswald stammenden Luise Hoffmann, geborene Bender (1849–1902). Söhne des Ehepaares waren der Jurist Erich Hoffmann und der Physiker Gerhard Hoffmann.

## Veröffentlichungen (Auswahl)
Schriftenverzeichnis: Carl Curtius: Verzeichnis der Schriften von Professor Dr. Max Hoffmann. In: Zeitschrift des Vereins für Lübeckische Geschichte und Altertumskunde. Bd. 12 (1910), S. 352–355
- De Viriathi nvmantinorvmque bello. Weidmann, Berlin 1865 (Greifswald, Univ., Diss., 1865).
- Geschichte der Freien und Hansestadt Lübeck. 2 Bände, Schmersahl, Lübeck 1889–1892.
  - Band 1 Digitalisat, Bayerische Staatsbibliothek
  - Band 2 Digitalisat, Bayerische Staatsbibliothek
- August Böckh: Lebensbeschreibung und Auswahl aus seinem wissenschaftlichen Briefwechsel. Teubner, Leipzig 1901.
- Bearb.: Karl Ploetz: Auszug aus der alten, mittleren und neueren Geschichte. 9.–16., verb. Aufl., Ploetz, Berlin 1888–1910.
- Hrsg.: Briefwechsel zwischen August Böckh und Ludolf Dissen, Pindar und anderes betreffend. Teubner, Leipzig 1907.
- Chronik der Stadt Lübeck. Mit drei Tafeln und Stadtplan. Lübeck 1908
- Die Straßen der Stadt Lübeck. In: Zeitschrift des Vereins für Lübeckische Geschichte und Altertumskunde. 11 (1909), ISSN 0083-5609, S. 215–292 (auch Sonderdruck 1909)